# M41 Walker Bulldog
Az M41 amerikai fejlesztésű könnyű harckocsi, amit a második világháború utáni években, az M24 Chaffee felváltására terveztek, elsősorban mélységi felderítő feladatok végrehajtására. Gyártása 1951 és 1954 között zajlott a Cadillac gyárában, az amerikai hadsereg részére. Bár felderítő bevetésekre lett fejlesztve, fegyverzete a gyalogság közvetlen támogatására és ejtőernyős műveletek végrehajtására is alkalmassá tette. Kezdetben Little Bulldog néven nevezték, majd későbbi névadója Walton Walker altábornagy, majd posztumusz vezérezredes lett, aki a koreai háború első évében az ott bevetett amerikai 8. hadsereg parancsnoka volt, 1950 karácsonya előtt egy nappal bekövetkezett haláláig.
Fejlesztési nehézségei, koncepcionális hibái a koreai háború során végig megmaradtak, az amerikai haderő elsősorban a „Patton harckocsik” (M46, M47, M48) fejlesztésére fordított jelentős energiát. Az amerikai hadrendben mindössze 12-15 évet szolgált, onnan az átgondoltabb, alaposabb tervezésű M551 Sheridan könnyűharckocsik váltották fel az 1960-as évek végén, melyeket az 1990-es évekig üzemeltettek. Az első, a második világháború után tervezett amerikai harckocsitípus, melyet széles körben exportáltak, így számos ország haderejében – köztük NSZK, Spanyolország, Dánia és Brazília is – megtalálható volt. Az amerikai harckocsizókkal ellentétben, a dél-vietnami hadseregben kedvelt típussá vált, ahol 1965-től üzemeltették. Dél-afrikai és dél-amerikai üzemeltetők megelégedésére is, továbbfejlesztett változatai a 2000-es évek elejéig szolgálatban maradtak.

## Fordítás
- Ez a szócikk részben vagy egészben  a   M41 Walker Bulldog című angol Wikipédia-szócikk ezen változatának fordításán alapul.  Az eredeti cikk szerkesztőit annak laptörténete sorolja fel. Ez a jelzés csupán a megfogalmazás eredetét és a szerzői jogokat jelzi, nem szolgál a cikkben szereplő információk forrásmegjelöléseként.